# جبال الإلبه الحجرية الرملية

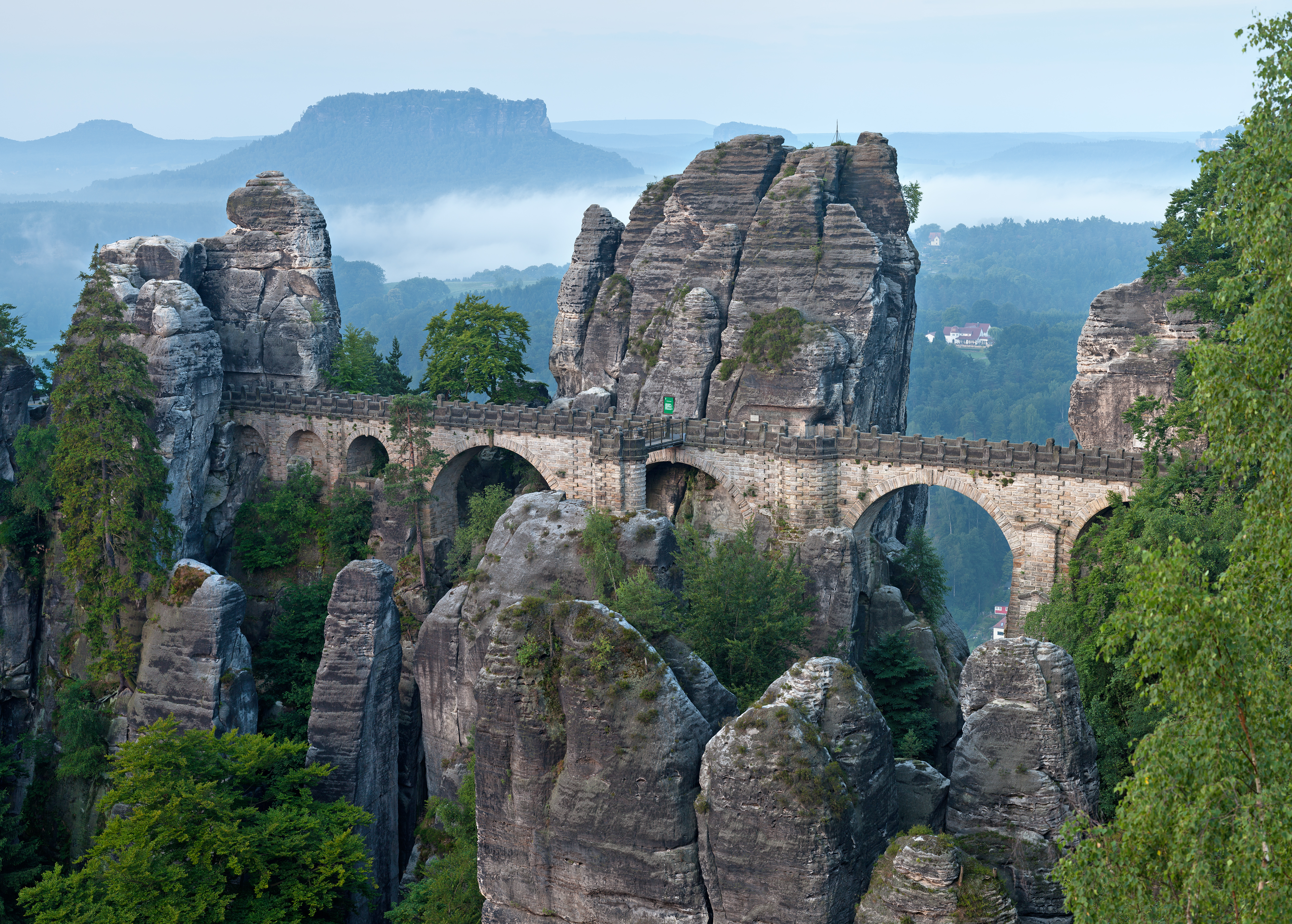
منظر لجبال الإلبه بالقرب من مدينة "راتن" Rathen.

جبال الإلبه الحجرية الرملية (بالإنجليزية: Elbe Sandstone Mountains) هي جبال أغلبها من الحجر الرملي على صعيد نهر الإلبه الذي ينبع في أرض التشيك، ثم يمر بالأراضي الألمانية المنخفضة نحو الشمال الغربي حتى يصب في بحر الشمال عند مدينة هامبورغ. تقع منطقة الجبال الحجرية الرملية بالقرب من مدينة درسدن الألمانية وتمتد جنوبا في جمهورية التشيك. يمر من خلالها نهر الإلبه الذي حفر فيها ممره عبر ملايين السنين. تسمح اللغة الألمانية بضم كل تلك الكلمات في كلمة واحدة، فتلك الجبال تسمى باللغة الألمانية Elbsandsteingebirge .
تلك المنطقة تعتبر منطقة سياحية يفضلها من يحب التجوال في الطبيعة ومن يهوى هواية تسلق الجبال. إنها منطقة رائعة في الجمال إذ تنتشر فيها أبراجا عالية صخرية طبيعية بأشكال مختلفة وتتخللها أشجار الغابات، وهي أحد المحميات في ألمانيا.
تبلغ مساحة المنطقة نحو 700 كيلومتر مربع وتصل فيها ارتفاع الجبال إلى نحو 723 متر فوق سطح البحر. يسمى الجزء التابع لألمانيا «سويسرا السكسونية»، اما الجزء الموجود في دولة التشيك فيسمى «سويسرا البوهيمية»، وقد جرى العرف على تسمية المنطقة بأكملها بـ «سويسرا السكسونية البوهيمية» „Sächsisch-Böhmische Schweiz“ أو بلغة التشيك (Českosaské Švýcarsko).

## موقعها
تقع منطقة جبال الإلب الحجرية الرملية على ضفاف نهر الإلب الذي
يمر من بلاد التشيك إلى ألمانيا. يمكن الوصول إليها من ناحية التشيك
أو من الناحية الألمانية، وأقرب مدينة كبيرة لها في ألمانيا هي مدينة درسدن.

## صور للمنطقة

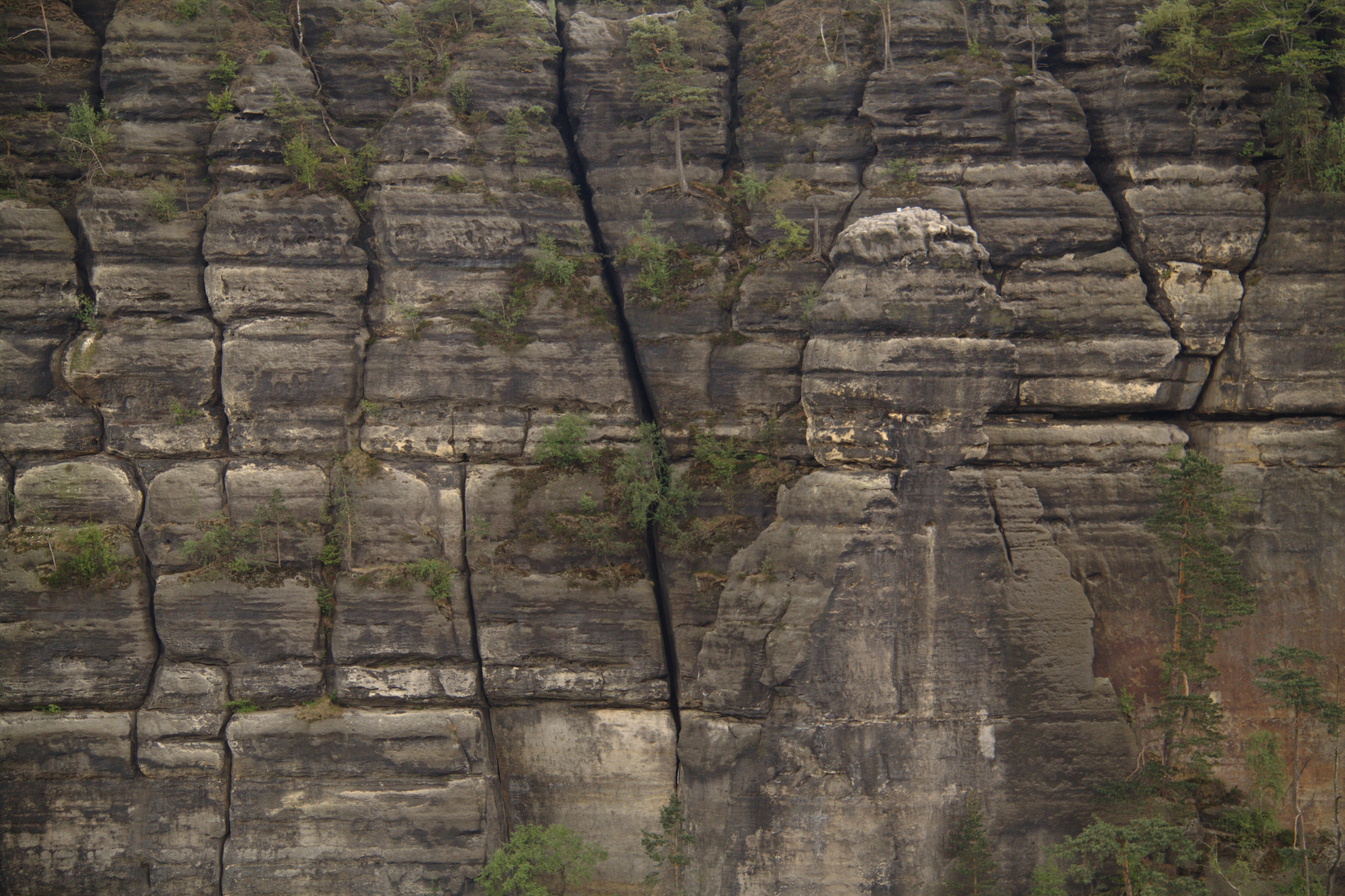
الطبقات الرسوبية واضحة.
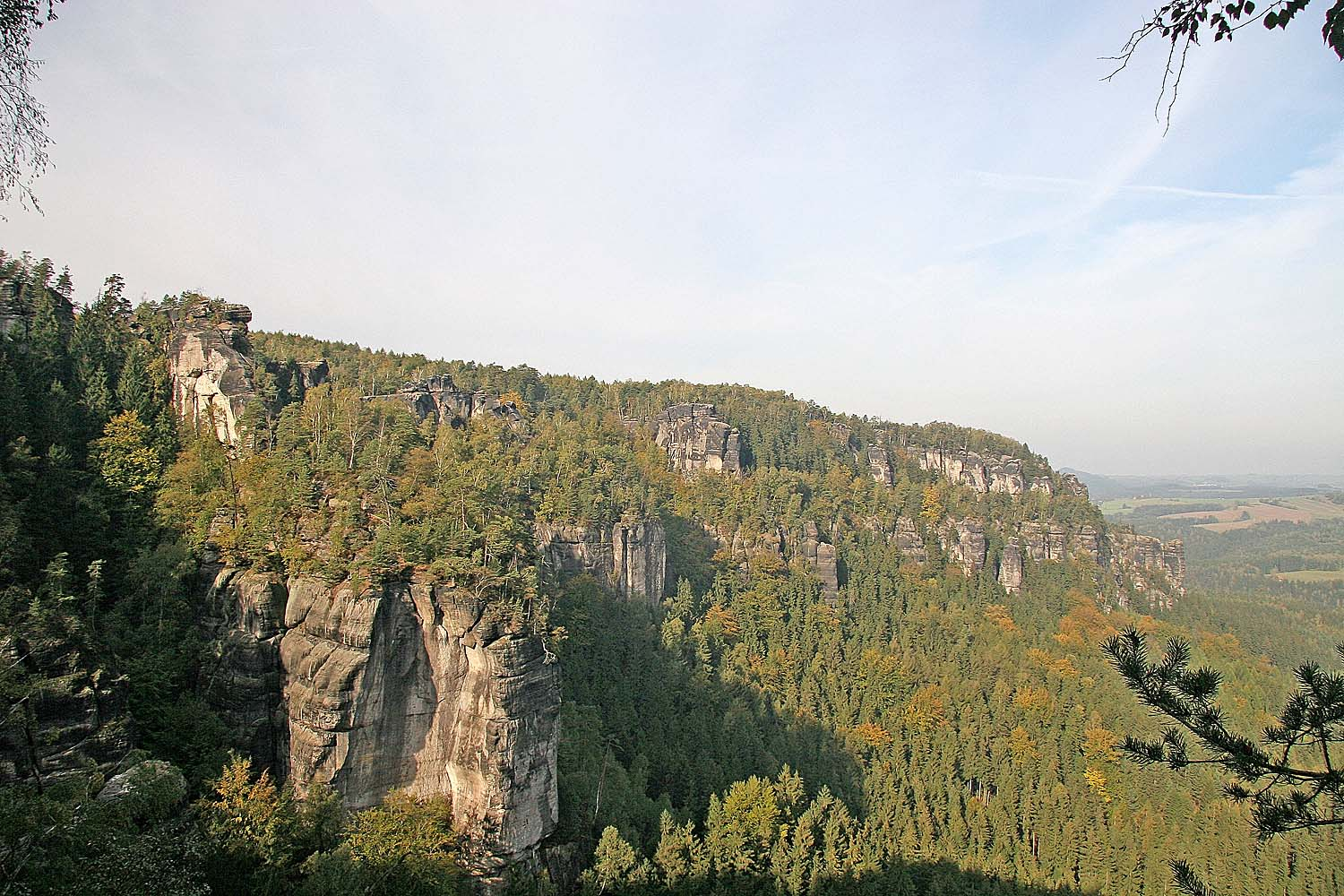
.
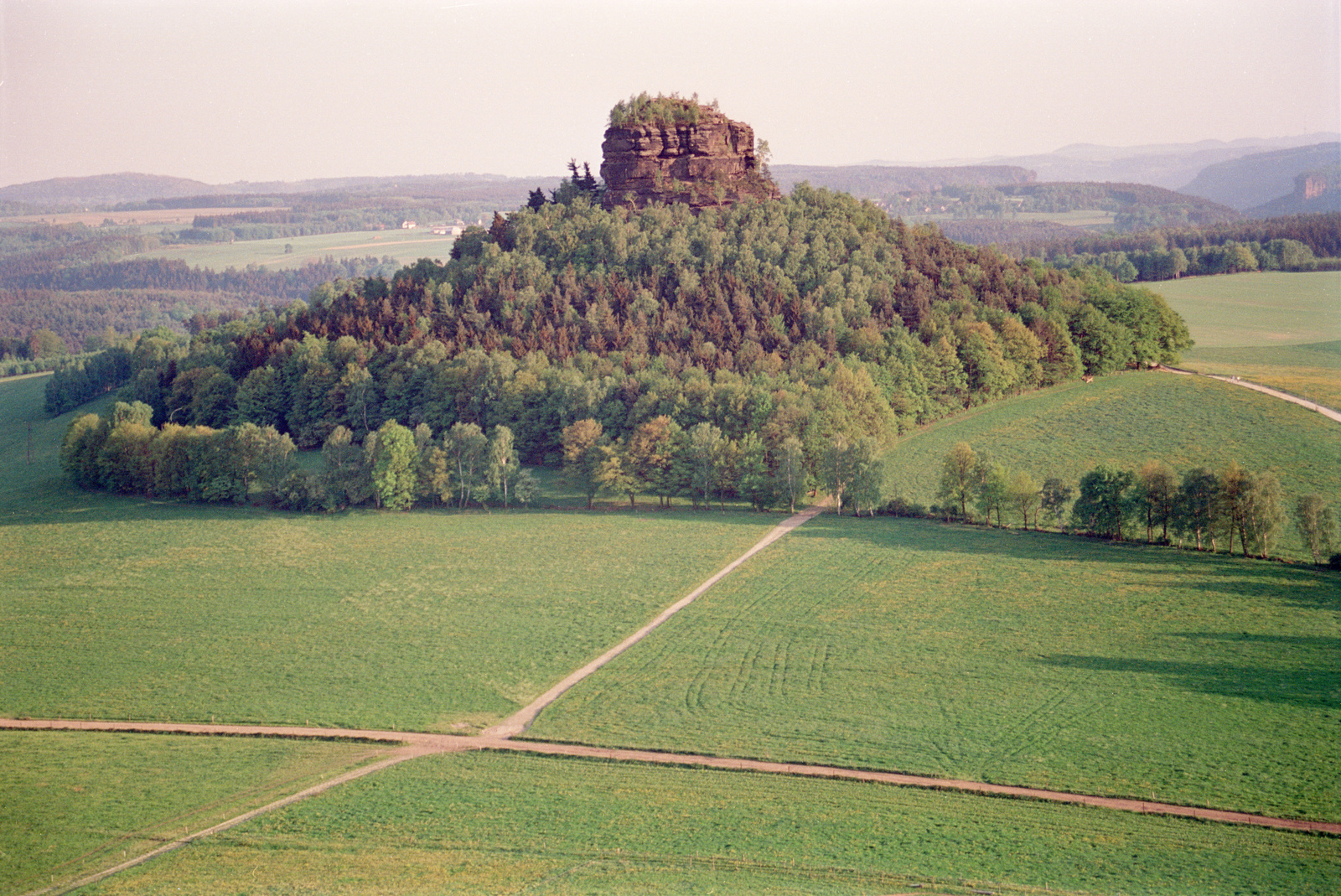
.
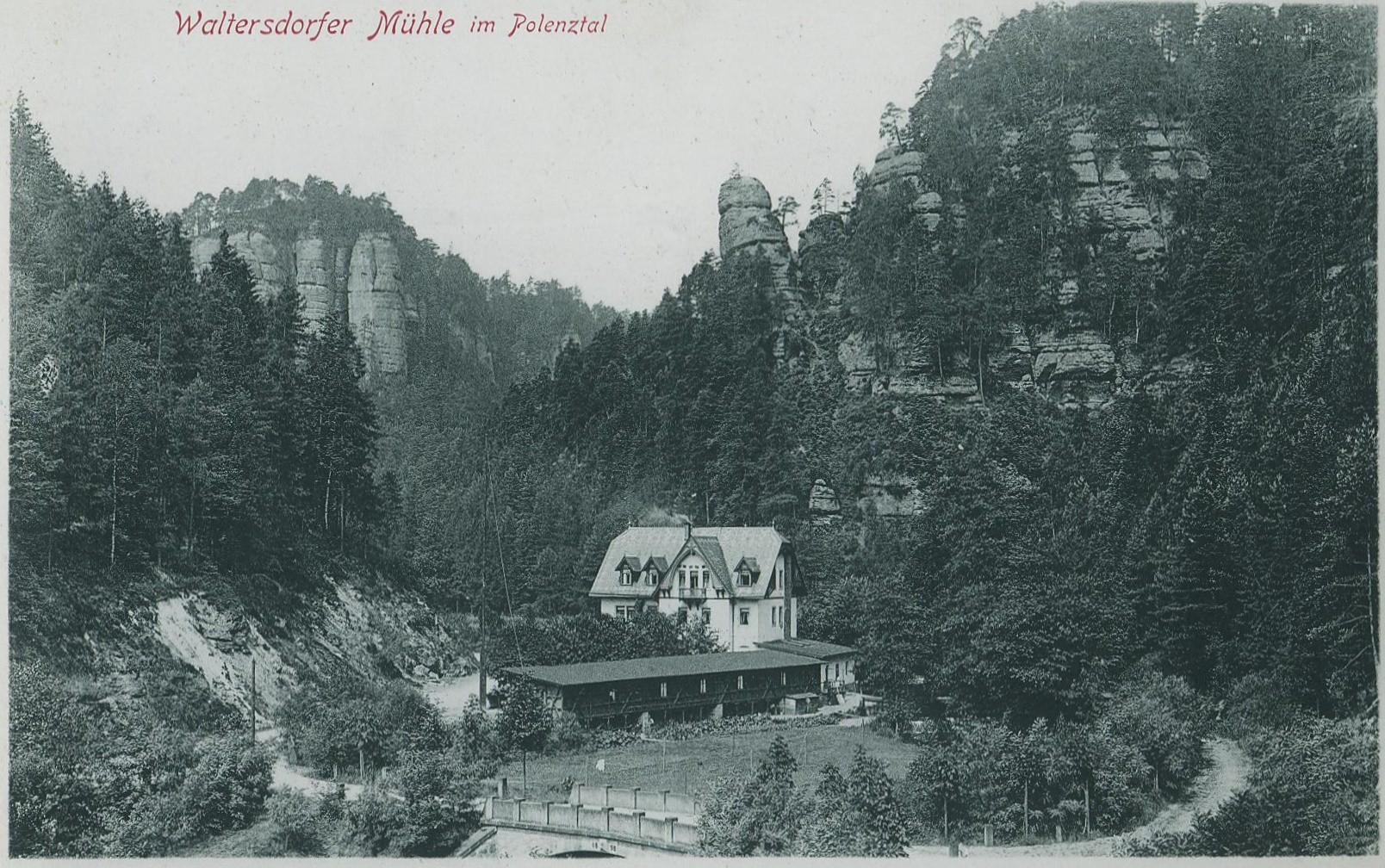
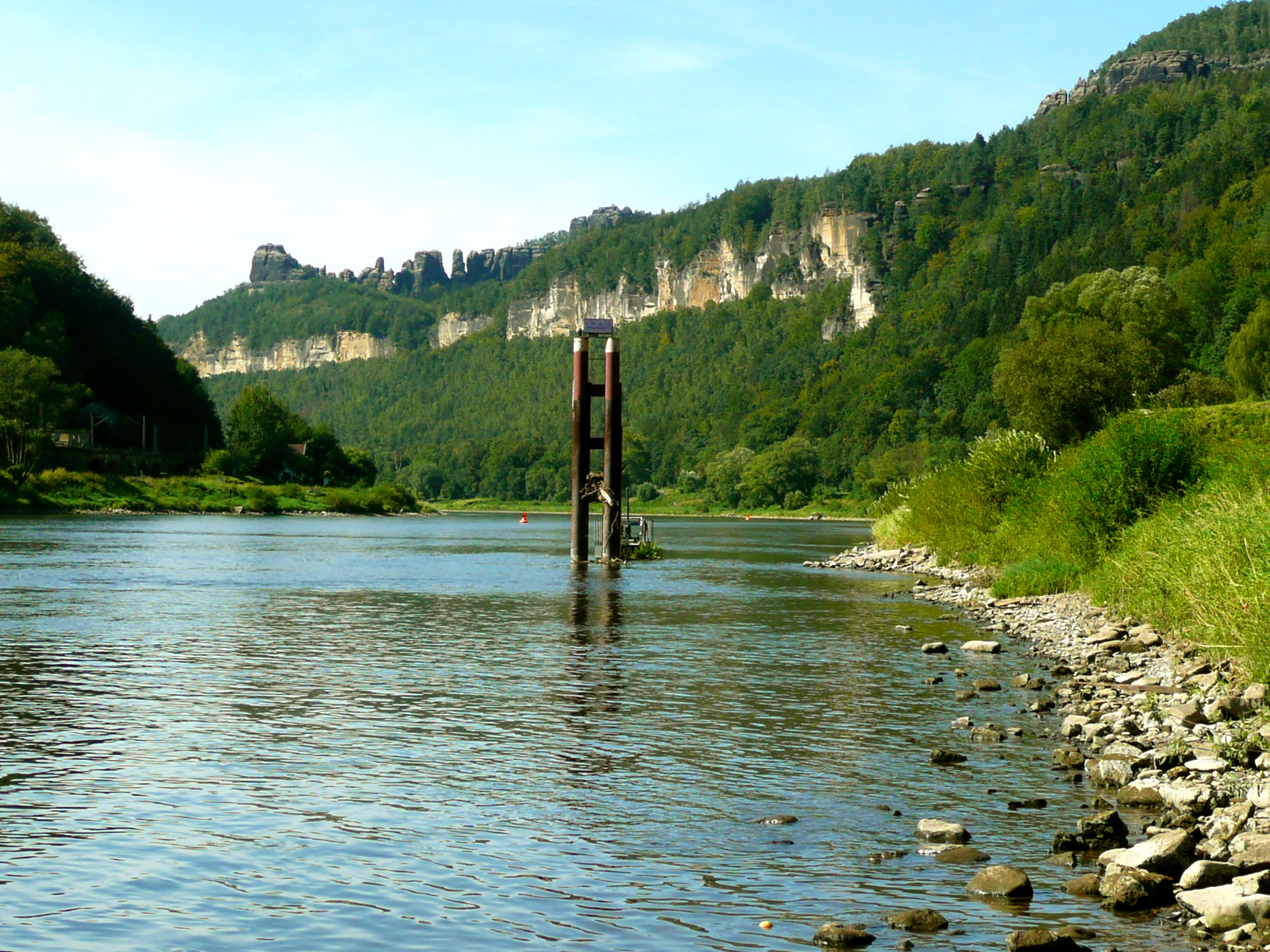
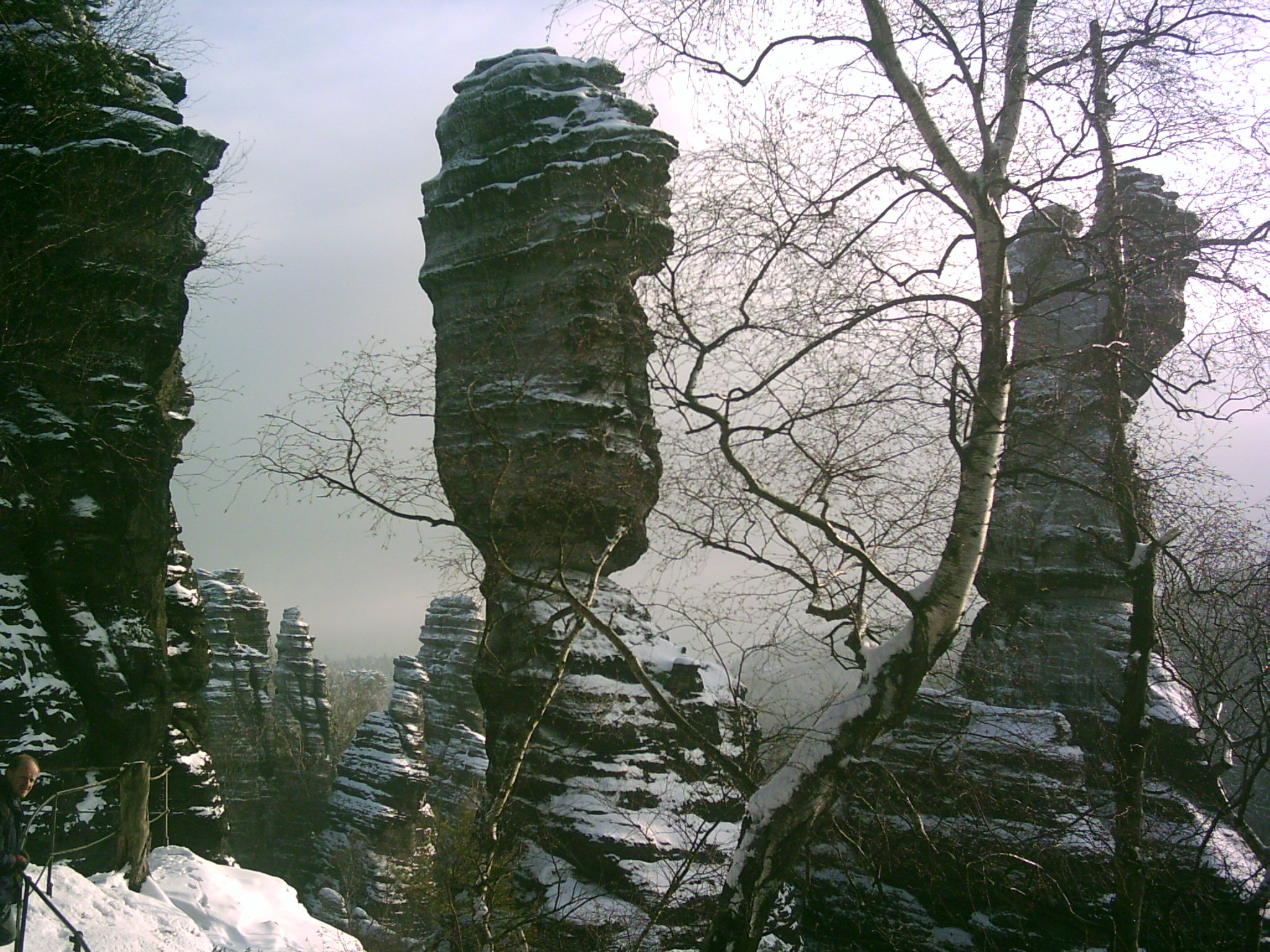
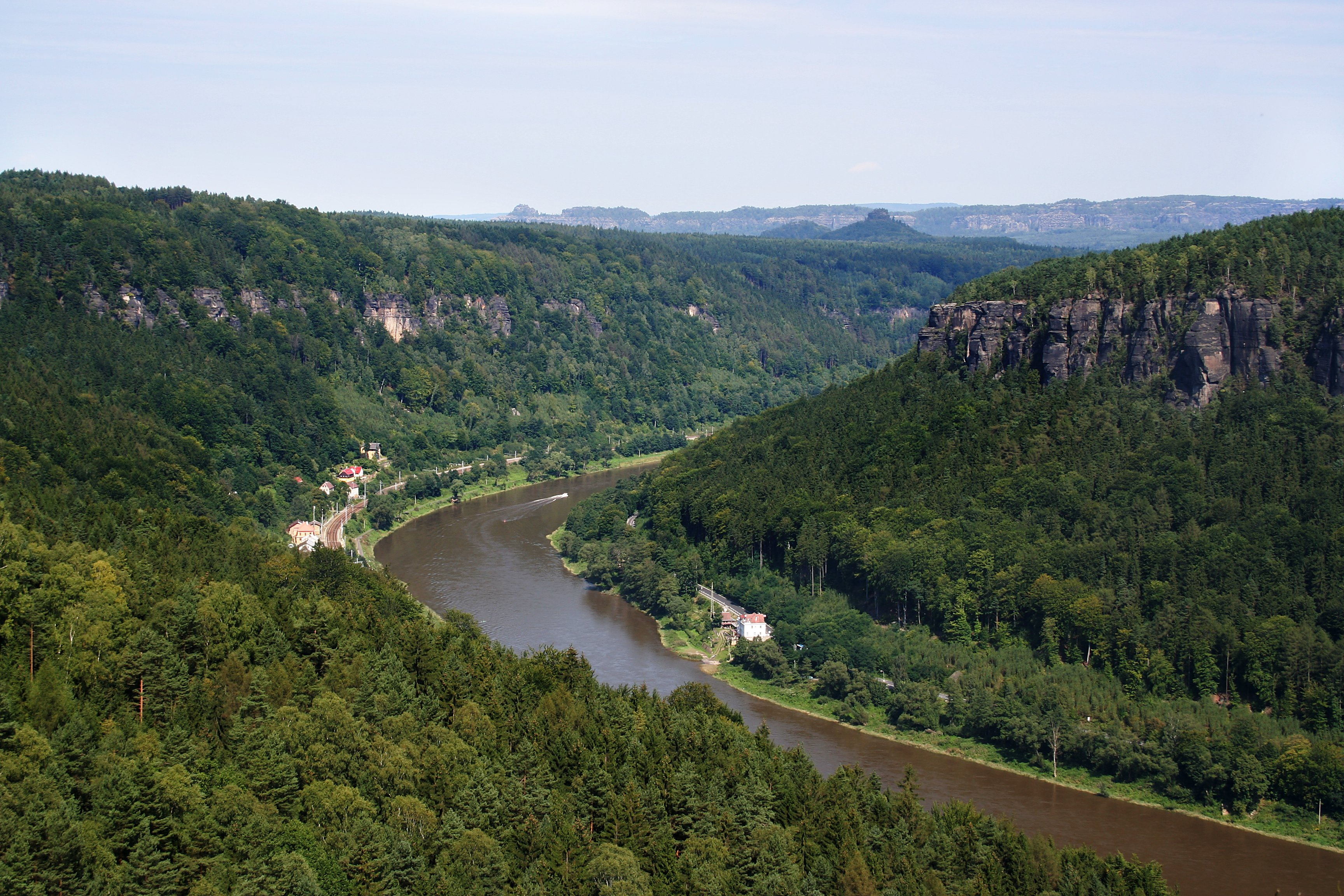
حوض نهر الإلبه في ناحية سويسرا البوهيمية (التشيك) وقد شق طريقه في الصخور، وعلى الأفق تظهر الجبال الألمانية.
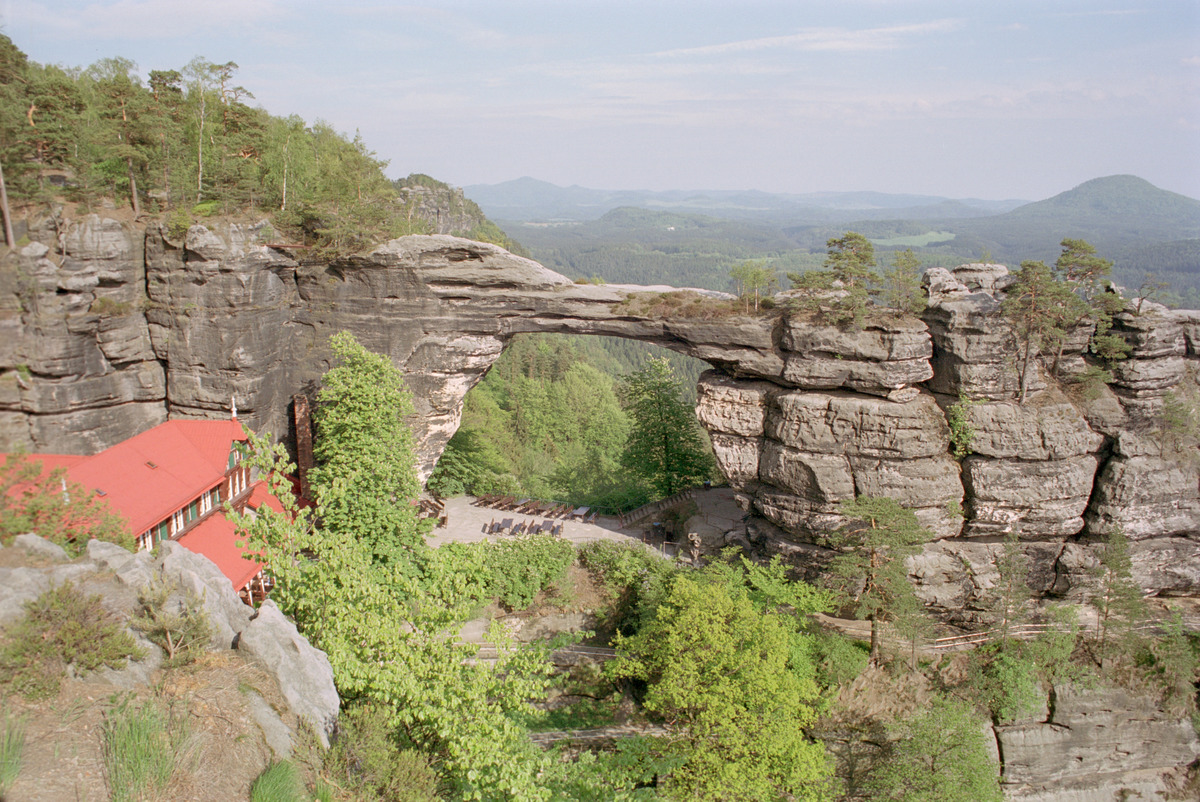
Prebischtor ;Pravčická brána
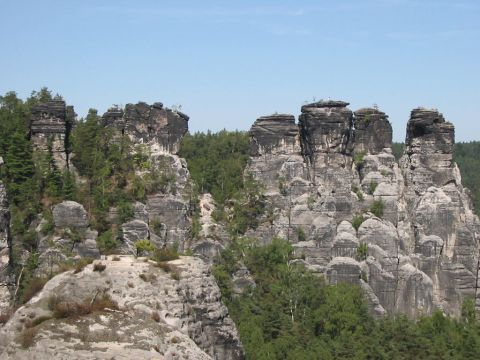
صخور بالقرب من مدينة "راتن" ، ألمانيا

## اقرأ أيضاً
- صخور اكسترنشتاينه
- دتمولد
- اسبوع كيل
- روتنبورج
- جزيرة مايناو